# Donna seduta su una panchina
Donna seduta su una panchina è un dipinto di Claude Monet. Eseguito nel 1874, è conservato nella National Gallery di Londra.

## Descrizione
La donna raffigurata era ritenuta essere Camille, la prima moglie di Monet; si tratta invece di una modella professionista, presente anche in alcuni dipinti di Degas. L'opera venne realizzata probabilmente ad Argenteuil, nel periodo estivo. Lo stile esecutivo, molto sciolto, è probabilmente dovuto all'influenza di Manet.